# Freddy Derwahl
Freddy Derwahl (Eupen, Bèlgica, 1946) és un periodista, poeta i escriptor catòlic de la Comunitat Germanòfona de Bèlgica.

## Dades biogràfiques
Després d'estudiar literatura i sociologia a Lovaina, Aquisgrà i París, fou periodista i corresponsal a Brussel·les de l'Aachener Volkszeitung. De 1972 a 1974, fou cap de premsa de diferents ministres belgues i el 1975 ingressà a la redacció del Belgische Rundfunk- und Fernsehzentrum (BRF), la ràdio oficial en llengua alemanya de Bèlgica, la redacció cultural del qual dirigí durant deu anys. D'ençà del 2007 es dedica exclusivament a la literatura.
Freddy Derwahl és membre del PEN Club Internacional, becari de la Fundació Rei Balduí i guanyador de diferents premis literaris. Segons el diari alemany Frankfurter Allgemeine Zeitung (FAZ) és el més conegut dels escriptors belgues en llengua alemanya.

## Obra
Els seus poemes i relats de viatges s'han publicat al FAZ i a Die Zeit, entre d'altres. Ha publicat llibres i volums de fotos sobre el Mont Atos al Nord de Grècia.
- Der Mittagsdaemon (El dimoni del migdia, 1987), Editorial Styria, alabat per Heinrich Böll i Reiner Kunze
- Das Haus im Farn (La casa de la falguera), Eupen, Grenz Echo Verlag, 1990, relat autobiogràfic
- Der kleine Sim (El petit Sim), Eupen, Grenz Echo Verlag, 1993, sobre els anys a Lieja de Georges Simenon.
- Eremiten – die Abenteurer der Einsamkeit (Eremites – l'aventura de la solitud), editorial Pattloch, 2000, que donà lloc a dos documentals per a Arte (TV), la televisió bavaresa (BR), el BRF i la televisió austriaca (ORF)
- Johannes XXIII (Joan XXIII), biografia
- Anselm Grün: Sein Leben (Anselm Grün: La seva vida), editorial Vier Türme, 2009,[3] una biografia d'un conegut monjo benedictí, traduïda al francès prop d'Albin Michel, París, i traduïda al castellà, prop de l'editiorial Sal Terrae, Santander.
- Der mit dem Fahrrad und der mit dem Alfa kam (El que arribà en bicicleta i el que arribà en Alfa), sobre i la doble semblança del Papa Benet XVI i Hans Küng
- Bosch in Belgien Eupen, Grenz Echo Verlag, obra traduïda en català sota el títol de Finis Belgiae.[4]